# 진위천
진위천(振威川)은 경기도 용인시 이동읍 묵리에서 발원하여 안성천으로 합류하는 대한민국의 하천이다. 안성시 양성면부터 오산천 합류부까지는 지방하천으로, 안성천 합류부까지는 국가하천으로 관리된다. 진위면 봉남리의 하천변을 따라 약 2km의 구간에는 1999년 진위천시민유원지가 조성되었는데, 물놀이장과 레일바이크 등의 시설이 갖춰져 있다. 진위천은 붕어낚시로도 유명하다.